# Weber von Webenau

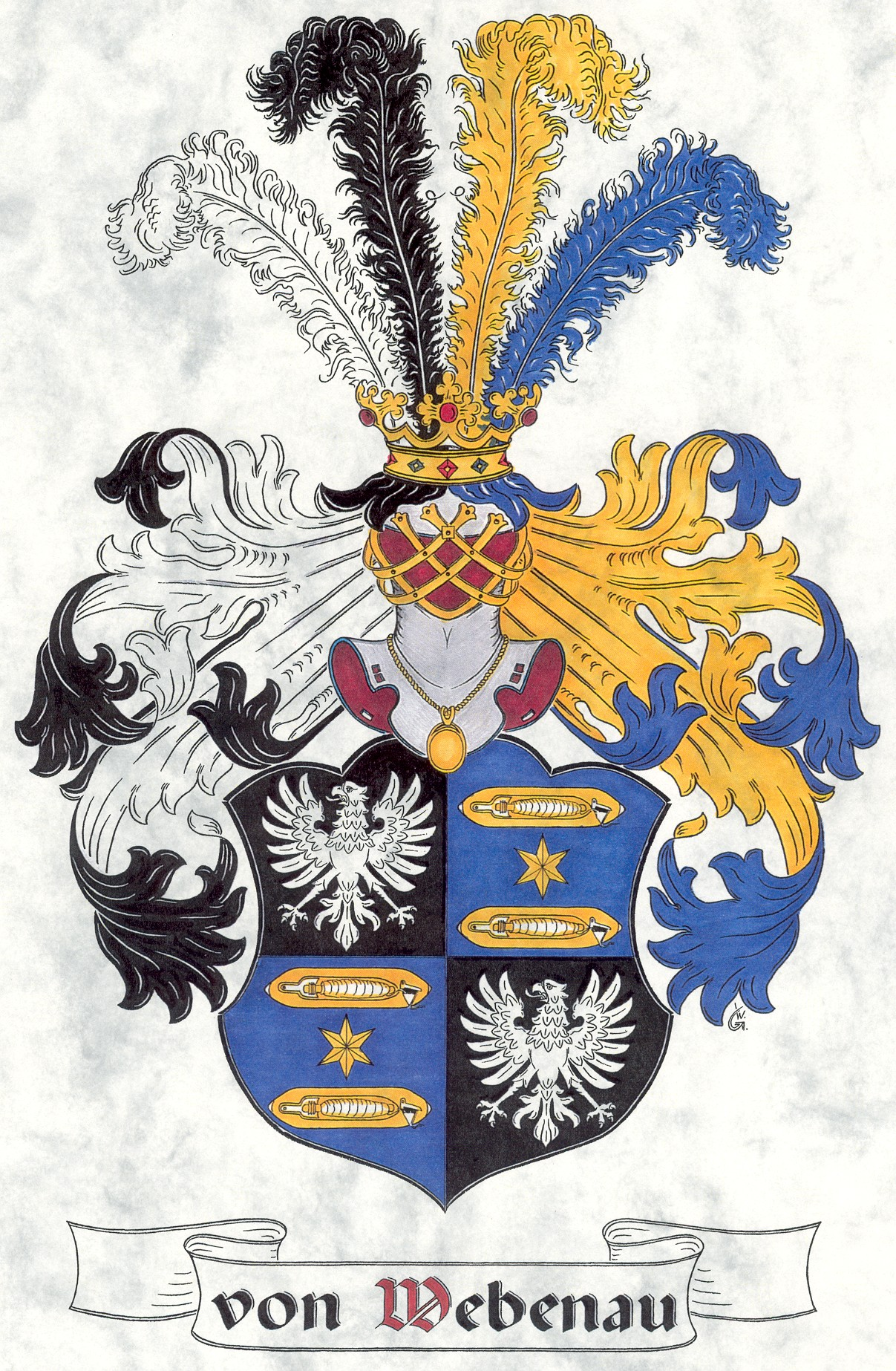
Das Wappen der Familie Edle von Webenau

Die Weber Edlen von Webenau sind eine aus Österreich stammende Familie.
Am 17. September 1818 wurde Johann(es) Nepomuk Weber für erfolgreiche Staatsdienste als Buchhalter der Kärntner Stände in Klagenfurt von Kaiser Franz I. in den österreichischen erblichen Adelsstand mit dem Prädikat „Edler von Webenau“ erhoben.
Johann Weber wurde am 26. Jänner 1769 in Graz geboren und heiratete in erster Ehe am 1. Juni 1794 Karoline geb. Edle von Pirkenau († 3. Juli 1817) und in zweiter Ehe am 11. Jänner 1818 Marianne, geb. Gaggl (* 23. Oktober 1787). Johann Weber Edler von Webenau verstarb am 20. November 1846.
1922 wurde Viktor Weber-Webenau wegen Tapferkeit der österreichische Militär-Maria-Theresien-Orden verliehen. Der damit ursprünglich verbundene Anspruch auf Erhebung in den Freiherrenstand konnte nach der Abschaffung der Monarchie 1918 und der Adelstitel 1919 freilich nicht mehr verwirklicht werden.

## Bekannte Mitglieder der Familie
- Julie Weber von Webenau geb. Baroni-Cavalcabò (1813–1887), Komponistin, Schülerin von Mozarts Sohn Franz Xaver Wolfgang Mozart
- Therese von Webenau geb. Elßler (1833–1870), Tochter von Fanny Elßler
- Friedrich Weber Edler von Webenau (1861–1924), k.u.k. Oberst im Ersten Weltkrieg
- Viktor Weber von Webenau (1861–1932), k.u.k. Militär-Generalgouverneur von Montenegro (1916–1917), General der k.u.k. Armee im Ersten Weltkrieg und 1918 Vorsitzender der Waffenstillstandskommission
- Vilma von Webenau (1875–1953), Komponistin, erste Schülerin von Arnold Schönberg und Schülerin von Fritz Cortolezis, Enkelin von Julie von Webenau
- Egon Weber von Webenau, (1892–?), Major der Luftwaffe der deutschen Wehrmacht
- Wolfgang von Webenau (* 1970), Musikproduzent (Syndicate Musicproduction)

## Wappen
Blasonierung: „Geviert, 1 und 4 schwarz: silberner Adler, 2 und 3 blau: goldener Stern oben und unten begleitet von je einem Weberschützen (= Weberschiffchen). Gekrönter Helm mit vorn schwarzweißer, hinten blaugoldner Decke und vier Straußenfedern weißschwarzgelbblau.“